# Istoria vlahilor de la sud de Dunăre
Vlahii balcanici, în sensul strict actual, sunt populațiile romanice care se găsesc în Grecia, Bulgaria, Albania și Macedonia, vorbind limbi (Aromâna, megleno-româna) înrudite îndeaproape cu limba română vorbită de vlahii (românii) de la nord de Dunăre.
În sensul larg și anterior secolului XX, denominativul Vlahi („Βλαχοι” (Vlahi) în grecește, „Volohy” în rusă, „Wołochy” în poloneză, „Olah” în maghiară, „Walachen” în nemțește, „Vlachs” în engleză, „Valaques” în franceză) a desemnat toți vorbitorii limbilor romanice orientale, la nord sau la sud de Dunăre.

## Origini
Vlahii au fost și sunt populațiile romanizate de origine dacică, tracică sau ilirică din Peninsula Balcanică. Locul de origine este greu de determinat, deoarece, fiind în mare parte negustori și ciobani, erau mereu în căutare de noi locuri pentru comerț sau pentru pășuni mai fertile, practicând transhumanța, astfel că minorități se găsesc în aproape toată întinderea peninsulei balcanice. În baza mai multor indicii de ordin lingvistic, originea este presupusă a fi fost în teritoriul de romanizare situat la nord de Munții Balcani, limita meridională propusă de savanții Petar Skok și Konstantin Jireček. Vezi Originea românilor pentru amănunte despre acest subiect.
Colonizarea cu populații romanice și romanizarea populațiilor locale au început odată ce teritoriile balcanice au devenit provincii romane. Inițial, populația romanică era concentrată castre și în orașe, numite colonii, dar, după un timp, alocarea parcelelor de pământ arabil veteranilor (la originea cuvântului românesc „bătrân”) i-a răspândit pe aceștia în „villae” (gospodării familiale) rurale, ca ulterior, în Antichitatea târzie, împărțirea imperiului și valurile de popoare migratoare, să fi provocat regruparea populației în „fossatele” (localități întărite) din „sapos” (hinterlandul de dealuri și munți, mai ușor de apărat, si ulterior denumit de Slavi „posade”.
Denumirea „vlahi” („Βλαχοι”, „Власи”) a fost folosită de greci și de slavi, fiind preluată de la germanici care o folosiseră anterior (sub vorma Walh) pentru a desemna celții și romanicii, inițial însemnând „străin”. Cuvântul Walh stă și la originea cuvintelor Valonia și Wales), dar mai apoi a fost folosit doar pentru a desemna popoarele romanice („Olasz” în maghiară și „Włochy” în poloneză înseamnă Italia).
Ilie Gherghel, a scris un studiu despre cuvântul „Vlahi” unde a demonstrat o origine romano-bizantină a cuvântului “vlah”. Demonstrația se bazează în special pe scrierile lui Genesios și pe Lexiconul Suidas. Conform acestei opinii, cuvântul vlah a apărut prima dată în Imperiul Roman de Răsărit și s-a răspândit în lumea germanică și slavă prin intermediul vikingilor care au intrat în contact cu Imperiul Roman de Răsărit

## Religie
Vlahii din Balcani au fost, de la început, creștini. Inițial au frecventat biserici în limba latină. După domnia lui Heraclius au frecventat biserici în limba greacă. După năvălirea și creștinarea Slavilor au trecut parțial și la biserici în limba slavonă. In jurul anului 1000 a apărut în Balcani secta paulicienilor, numită și secta bogomililor sau a patarenilor. Majoritatea vlahilor, in special cei din Macedonia au trecut la bogomilism In urma persecuțiilor, majoritatea vlahilor bogomili au revenit la creștinismul ortodox, cu excepția vlahilor din Bosnia și Herțegovina. Aceștia din urmă, după ocuparea Bosniei de către turci, au trecut la religia islamică, nedorind reîntoarcerea la ortodoxie. Tot în Bosnia, o parte a vlahilor care trăiau în preajma cetaților venețiene sau croate, au trecut la religia catolică

## Imperiul Bizantin
La scurt timp după împărțirea Imperiului Roman, în Imperiul Bizantin, limba oficială a devenit greaca, iar în imperiu există puține înregistrări scrise despre alte limbi, iar pentru limba proto-română și limba albaneză sunt dovezi că acestea existau, dar prea puține date relative la întinderea zonei de răspândire.
Se pot găsi urme ale proto-românilor în numele de origine latină ale unor toponime din secolul V, printre care Skeptekasas („Șapte case”), Burgulatu (Cetate lată), Lupofantana („Fântâna lupului”), Gemellomuntes („Munții gemeni”).
Prima menționare în scris a unor cuvinte din latina vulgară autohtonă în Peninsula Balcanică apare, potrivit unei cronici bizantine, în 586, în timpul unei campanii militare împotriva avarilor, în estul Balcanilor. Atunci, când încărcătura de pe un măgar căzu, cineva a strigat în limba sa maternă: Torna, torna, fratre!.
Într-un studiu despre cuvântul „Vlahi” , Ilie Gherghel a arătat că denumirea cartierului Blachernae (Vlaherne) din Constantinopol vine de la vlahi și datează aproximativ din secolul al VI-lea; vlahii au avut o colonie lângă capitală.
În lucrarea sa Strategikon din 602, împăratul Maurikios (Mauriciu) îi numește „romani” pe unii indivizi refugiați în Imperiul Bizantin din teritorii nord-dunărene și care aveau funcția de călăuze în cadrul armatei bizantine. Unii oșteni romanici din oastea bizantină foloseau cuvinte din limba lor maternă, de exemplu „clisura”, „sculca” etc.
Începând cu anul 814 slavii sudici, care erau păgâni la acea dată, au dezlănțuit persecutarea creștinilor, afectând probabil și spațiul creștin românesc Persecuția va înceta după creștinarea slavilor sudici.
Genesios se referă la geți (probabil vlahi) în legătură cu participanții la răscoala lui Toma Slavul împotriva împăratului Mihail al II-lea, din anul 821 ,

Însemnarea de la Mănăstirea Kastamonitu din sec. al VIII-lea atestă blachorichinos-i din jurul Salonicului. Constantin al VII-lea Porfirogenetul, împărat din sec. al X-lea, face distincția între romei, populația greacă, și romani, adică populația vorbitoare a unor dialecte neoromanice din Imperiul Bizantin.
Istoricul grec Lambros a găsit un document la Muntele Athos în care se afirma că Moravii, Sârbii, Vlahii și Slavii din Iliria au fost botezați în timpul Imparatului Mihail al III-lea în anul 867.
Constantin al VII-lea Porfirogenet a scris despre locuitorii din Dalmația, care  își ziceau romani și vorbea o limbă latină și care au fost alungați de slavi; Constantin presupunea că acest popor ar fi urmașii romanilor aduși din Italia în timpul împăratului Dioclețian. Este prima menționare istorică a vlahilor din Dalmația numiți "vlasi" de către sârbi și croați.
Vasile Bulgaroctonul îi menționează pe vlahi într-un  „hrisov” din 980 în contextul Vlăhiilor din Peninsula Balcanică. Despre aceasta relatează cronicarul bizantin Kekaumenos (sec. XI).
Istoricul Brezeanu consemnează că prima mențiune bizantină a românilor nord-dunăreni sub etnonimul de daci a apărut în Lexiconul Suidas din secolul al X-lea. Lexiconul conține un pasaj: "dacii, care acum se numesc pecenegi" ce se referă la realitățile etno-politice nord-dunărene.
Ioan Skylițes, a cărui scriere, datând din sec. XI, este inserată în cronograful lui Ghiorghios Kedrenos, tot din sec. XI, relatează că David, unul dintre frații lui Samuil, împărat la acea vreme, a fost ucis în anul 976 între Castoria și Prespa, în locul numit Kaloi drues („Stejarii frumoși”) de către vlahii hoditai („chervănari”, „cărăuși”).
Într-un alt pasaj, Kedrenos menționează o formațiune politică străromânească cu centrul la Constantia (Constantiana Daphne) având mai multe localități întărite, în subordinea cetății Durostorum (Dârstor sau Silistra), formațiune supranumită de Nicolae Iorga „Vlașca din Drâstor”.
Nume romanice se întâlnesc în Balcani printre hanii primului stat (proto)bulgar de la Dunăre: Sabinus (sau Sabenos) (765-767) și Paganus (la putere în 767-768). Paganus a fost probabil o latinizare a numelui Bayan sau Boyan.
Vlahii sunt pomeniți pentru prima dată într-o cronică italiană, Annales barenses/Annales Lupi Protospatharii, în legătură cu participarea acestora în anul 1027 în armata împăratului Vasile al II-lea în campania din Italia
În 1066, are loc în Tesalia o mare răscoală a vlahilor condusă de Berivoi, Niculiță și Slavotă, în urma căreia vlahii obțin privilegii economice și militare.
La victoria împăratului Alexios I Comnenul împotriva cumanilor, la Lebunion în Tracia, în 29 aprilie 1091 un rol deosebit l-au jucat oștenii vlahi din care era formată armata sa, oșteni recrutați din părțile Vardarului și Strumei, din Macedonia. Același împărat Alexios I apelează la ajutorul lui Pudilă, un fruntaș vlah, pentru a opri năvălirea cumană din 1094. Toate acestea pregătesc răscoala de proporții a vlahilor din 1186-1187, conduși de Petru și Asan, în urma căreia a luat ființă al II-lea stat bulgar. În Alexiada, Ana Comnena face referire la vlahi dar și la „daci” (probabil a avut două surse); autoarea  precizează că dacii locuiesc pe pantele de nord ale munților Haemus (Hercinici în unele traduceri) iar macedonenii pe pantele de sud. Identificarea cu vlahii (românii) este clară în acest paragraf
Foucher de Chartres a menționat participarea românilor la Prima cruciadă din 1095 utilizând denumirea de daci. A mai menționat și că 
Petre sihastrul (Pierre l'Ermite) și cavalerii din Lorena au trecut prin "țara ungurilor". Chartres face astfel distincție între daci si unguri.
În cronicile arabe din secolul al XIII-lea, în loc de regatul Bulgar era mentionată Valahia, cu indicarea precisa a coordonatelor geografice arabe și cu specificarea faptului că Valahia se numea in arabă "al-Awalak" iar locuitorii "ulaqut" sau "ulagh".
În secolul al XIII-lea bizantinii încă mai foloseau termenul de daci pentru români. Manuel Holobolos a scris despre "pământul nemărginit al dacilor"

## Imperiul vlahilor și bulgarilor
În anul 1185 este cucerită cetatea Salonic de către normanzii din Sicilia. Eustathios pomenește printre apărătorii Salonicului pe bulgari, dar există discuții că sub această denumire ar fi vlahii (românii) din Balcani
Tot în 1185, trei frați vlahi: Petru, Asan și Caloian, au cerut împăratului Isaac al II-lea Anghelos, dreptul de a primi ca soldă o parte din impozitele locale (pronoia). Refuzul si jignirile împăratului au dus la o revoltă în Bulgaria împotriva Imperiului Bizantin. Conducătorul noului stat a fost Țarul Petru al II-lea. Anul următor, bizantinii vor fi forțați să recunoască independența noului „Țarat al bulgarilor, vlahilor și grecilor” cu capitala la Târnovo, care avea controlul asupra regiunii de la nord de Munții Balcani.
În 1190, Petru va renunța la tron în favoarea fratelui său Ioan Asan, un conducător politic mult mai bun, care reușește prin forță militară să apere independența statului său. Acesta însă este ucis în 1195 de niște boieri care conspirau împotriva sa, iar Petru redevine țar, dar pentru scurt timp, pentru că rivalii săi îl vor ucide și pe el doar un an mai târziu.
In 1197, vlahul (vlachos to genos) Dobromir Chrysus, ajuns comandant militar în regiunea din Macedonia cuprinsă între râurile Strymon și Vardar s-a răsculat împotriva împăratului Alexios Angelos și a reușit să respingă armatele trimise împotriva sa. După tratativele de pace, împăratul a recunoscut autonomia lui Chrysus în Macedonia
Caloian, fratele mai mic al lui Petru și Asan, devine țar, se înțelege la pace cu grecii (1201) și face niște incursiuni militare împotriva sârbilor și ungurilor, apoi ocupă întreagă Macedonia, dar este ucis în bătălia pentru Salonic. Regatul Vlahilor si bulgarilor a fost condus de familia Asăneștilor: Ioan Asan I, Petru Asan, Ioniță Caloian, Borilă Asan , Ioan Asan II, Caliman Asan I, Mihail Asan I , Caliman Asan II , Ioan Asan III .
Ulterior în istoria acestui stat, compozanta vlahică dispare treptat în favoarea compozantei bulgare, cu excepția ținuturilor dobrogene, unde va exista un despotat independent româno-bulgaro-grec în anii 1325-1388, care apare în portulanele (hărțile) epocii sub denumiri ca „Terra graecorum, blacorum et bulgarorum”, „Velacia minor” sau „Bulgaria tertia”.
Istoriografia bulgară actuală neagă vehement existența însăși a compozantei vlahice a acestui regat pe care îl denumește „Al doilea Stat Bulgar”, iar rarii autori care o admit, o menționează ca fiind incertă și total marginală; orice altă poziție este socotită ca fiind o manifestare a imperialismului cultural românesc, acest punct de vedere fiind confortat de poziția majorității istoricilor români, pentru care vlahii sunt doar o ramură a românimii nord-dunărene.”
O poziție mai tranșantă are istoricul suedez Johann Thunmann. Acesta a scris că nu crede că bulgarii sunt slavi sau 100% slavi, având în vedere prezența vlahilor  El crede că vlahii sunt descendenți ai tracilor, ai dacilor și ai geților.

## Megali Vlahia
Constantin al VII-lea Porfirogenet a scris în secolul al X-lea despre latinofonii din imperiu, arătând că exista un popor care trăia în Tesalia și vorbea o limbă latină; Constantin presupunea că acest popor ar fi urmașii romanilor aduși din Italia în timpul împăratului Diocelețian.
Prima atestare a unei organizări militare românești în Thesalia este dată de răscoala militară a românilor din acestă zonă de la 1066. Nemulțumiți de politica fiscală excesivă practicată de imperiu față de păstori, vlahii organizează o acțiune militară condusă de Niculiță și Berivoi, ambii din Larissa, și Slavotă al lui Carmalac. În urma revoltei se abolesc vechile biruri, iar privilegiile păstorilor români sunt restabilite.
Răscoala demonstrează existența unei stratificări sociale superioare a vlahilor, precum și prezența lor în orașe. Se știe că încă din acestă perioadă, comercianți vlahi înstăriți, ce intermediau negoțul cu brânză și alte produse păstorești ale vlahilor, locuiau în orașe, în acest caz Larisa, având funcții importante în organizarea lor. Această categorie este esențială în dezvoltarea militară și apoi statală a Tesaliei vlahe.  
Începând cu 1250, regiunea grecească Thesalia era considerată un stat independentent sub denumirea (dată de cronicarii greci) „Megali Vlahia” („Vlahia Mare”), condusă de clasa militară și negustorească vlahă, ce se baza pe forța păstorilor români de aici, care alcătuiau, după unele estimări, o treime din populația regiunii.

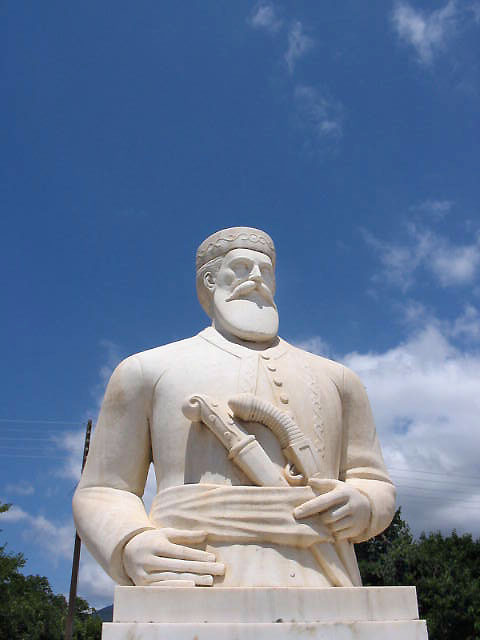
Ioan Vlahul, zis Dascălul, eroul Cretei în lupta contra turcilor

Legată de existența „Vlahiei Mari” este și ctitorirea complexului mănăstiresc de la Meteora. Deși Valahia Mare făcea parte în acestă perioadă din Imperiul Sârb, și multe mănăstiri au fost ctitorite de dregători sârbi, elementul românesc ce a contribuit nu este neglijabil. La moartea lui Athanasie în 1383, întemeietorul mănăstirii Megalo Meteora, ca stareț al acestui așezământ urmează regele vlah de viță imperială Ioan Duca Paleologul, cu numele monahal Ioasaf. Urmașul său, Alexie Anghel, semna într-un document cu cerneală verde „Cesar al Vlahiei”. Astfel, în analele mănăstirilor, construite pe teritoriul acestei formațiuni politice românești apar nume de dregători vlahi precum Petriță, Dragu, Calotă, Bunilă. Ioan Cantacuzino, alt rege al Vlahiei Mari, a fost ctitorul Mănăstirii Sf. Ștefan.
Vlahia Mare a avut un rol strategic important în Imperiul Sârb al lui Ștefan Dușan, însă odată cu expansiunea Imperiului Otoman în regiune, această formațiune este încorporată în anul 1394.
Ioan Vlahul, zis Dascălul (în grecește Ioannis Daskalogiannis; n.1730, Anopoli - m. 1771, Hania, Creta) A fost un constructor de nave și armator aromân din Creta, conducătorul celei mai mari răscoale cretane anti-otomane a timpului său. Tradiția orală spune că înaintea ultimei lupte cu turcii, Ioan și luptătorii (armatoli) săi au jucat împreună "Cinci Pași-Pentozali", dansul specific aromânilor cretani.
Prins de turci, Ioan Vlahu a fost torturat si ucis de aceștia. Eroul cretan a intrat in legendă, fiind personajul mai multor balade, cea mai cunoscută fiind Balada lui Barba Panceliu (Pantselios), un cășar sărac din Muri. In memoria sa, un ferry-boat și Aeroportul Internațional din Hania îi poartă numele: "Ioannis Daskalogiannis"

## Imperiul Otoman
În Imperiul Otoman, vlahii sunt organizați în „omade” (grupări autonome spuse și „Vlahíi”) care (cu excepția unei părți dintre Megleno-români, care s-a „turcit”) depind de „millietul” (grupul religios) al „Rumlar”-ilor, adică al foștilor „Romei”, nume dat de Turci creștinilor ortodocși din obediența patriarhului din Constantinopol. Omadele au drepturi și datorii specifice. Sunt scutite de anumite dări și obligații precum corvoadele în „timaruri”, moșiile demnitarilor turci, sau de „tributul sângelui” derșürmek/παιδομάζωμα (obligația pentru familiile creștine de a da armatei otomane un băiat pentru a deveni ienicer). Omadele au dreptul de pășunat, de morărit și de negociat cu principatele române și cu Imperiul Austriac, beneficiază de un grad de autonomie politică locală, iar organizarea militară a vlahilor din Tesalia este menținută. În schimb, ca și musulmanii și spre deosebire de ceilalți creștini din Imperiu, au obligația de a furniza ostași, veșminte și merinde trupelor otomane, trupele vlahe fiind folosite în repetate acțiuni militare turcești.

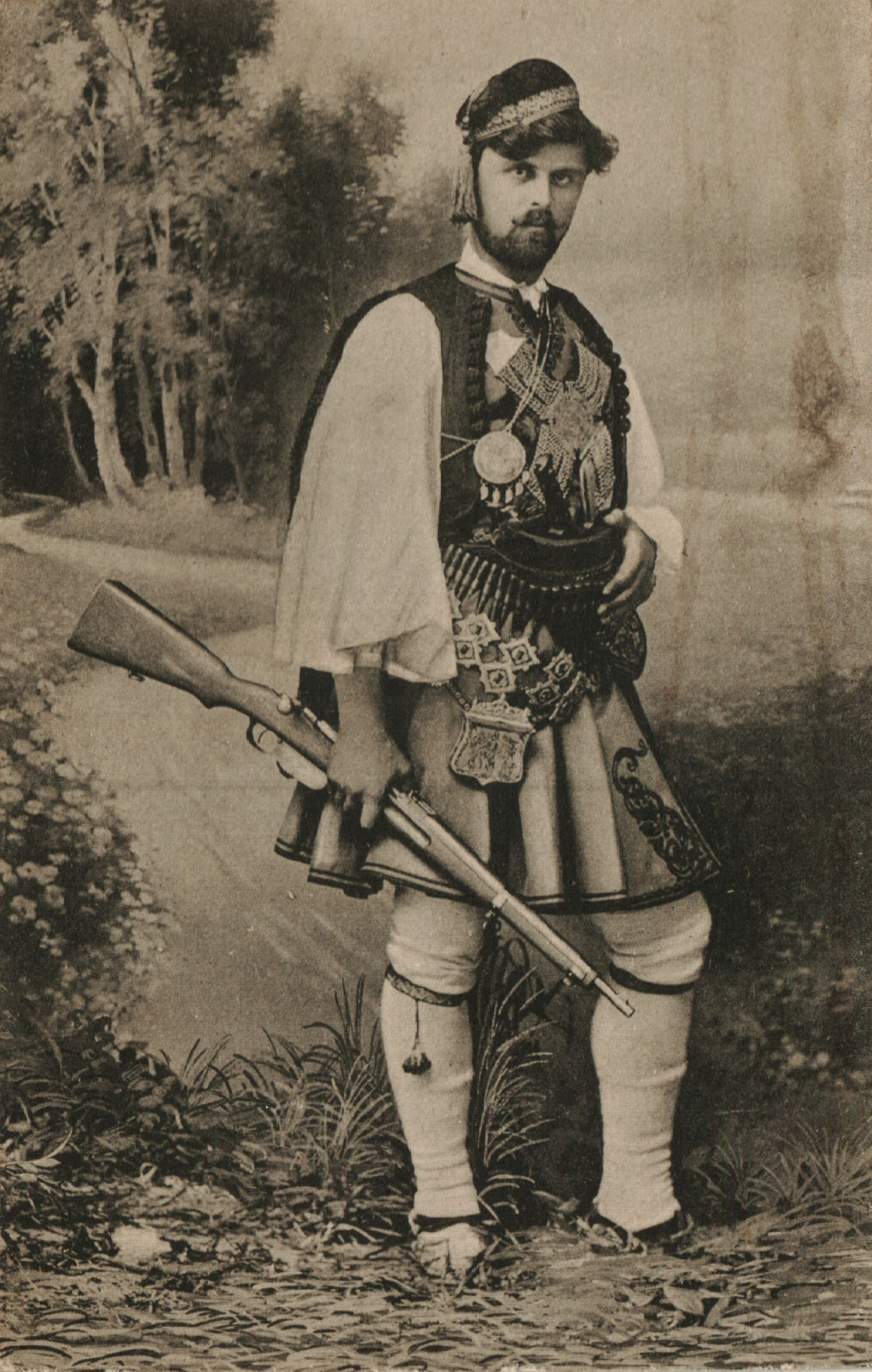
Gheorghe Mucitani, revoluționar macedoromân,contemporan cu Pitu Guli

Unii dintre meglenoromânii din Nântî, (azi Notia în Grecia), după razboiul eleno-turc din 1922, conștienți de naționalitatea lor si fiind musulmani, au cerut de la consulatul României să fie colonizați în România, dar, neprimind un răspuns favorabil, s-au hotărât pentru Turcia. Urmașii lor sunt găsiți astăzi în zona Edirne, în localitățile următoare, cu indicarea numărului de familii: Edirne (100), Kirklareli (100), Babaeski (70), Lüleburgas (80), Uzunköprü (100), Ciorlu (100), Malkara (50), Balli (10), Gözsüzköy (50), Kalamiș (50), Hoșköy (20), Mürefte (5), Șarköy (80) 
În Bosnia, în ținutul Hum, trăia în Evul mediu, o mare comunitate de vlahi care erau descendenții unei populații pre-slavice. Ei vorbeau o limbă asemănătoare cu limba română dar urmașii lor vorbesc o limbă slavă.

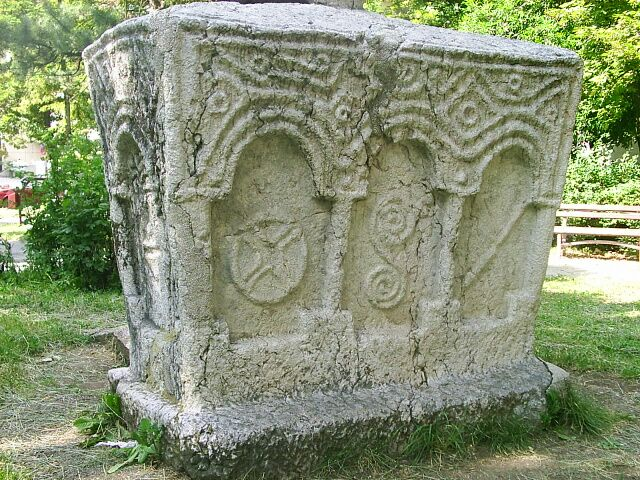
Monument funerar (stecak) atribuit vlahilor din Bosnia si Muntenegru

În Zeta de Jos (litoralul muntenegrean și nordul Albaniei) erau cunoscuți cei din familia domnitoare Balšici, care au fost într-o perioadă stăpânii Zetei și „au provenit din vlahi, respectiv morlaci slavizați, care datorită meritelor ca soldați au fost ridicați la rangul de nobili și mai apoi au fost numiți domnitori ai unui stat“  În în satul Brčeli sunt două mănăstiri: una în Donji Brčeli, din secolul al XV-lea, iar cealaltă în Gornji Brčeli, din secolul al XVIII-lea. Prima a fost, de-a lungul veacurilor, un adevărat focar de cultură și viață spirituală. Ctitorul mănăstirii a fost Jelena Balšić, care a condus Principatul Zeta împreună cu fiul ei minor, Balša III.
Monumentele funerare din Bosnia si Muntenegru (stecak, plural stecci), din secolele XII-XIV nu sunt legate de bogomili ci aparțin vlahilor, care vorbeau un dialect al limbii române 
Turcii au ocupat câteva regiuni din Croația pe care le-au islamizat. In Croația medievală, vlahii populau regiunea Lika si au avut un voievod cu numele Butko Brancic. Vlahii din această regiune erau catolici

## Torlacii
Torlacii sunt vlahi slavizați sau turciți care trăiesc astăzi în Serbia și Bulgaria, în zona graniței comune. Torlacii vorbesc sârba și bulgara în funcție de teritoriul în care trăiesc. Au vorbit în trecut românește și aromânește, dar după administrații succesive de slavi, otomani și iarăși slavi, au pierdut limba maternă. Sârbii ii considera înrudiți cu vlahii/românii din Timoc și chiar exista organizații torlaco-vlahe în Timoc. Istoria torlacilor este descrisa contradictoriu de catre sarbi, bulgari si turci. Au aparut totusi lucrari care confirmă originea vlahă a acestora

## Serbia

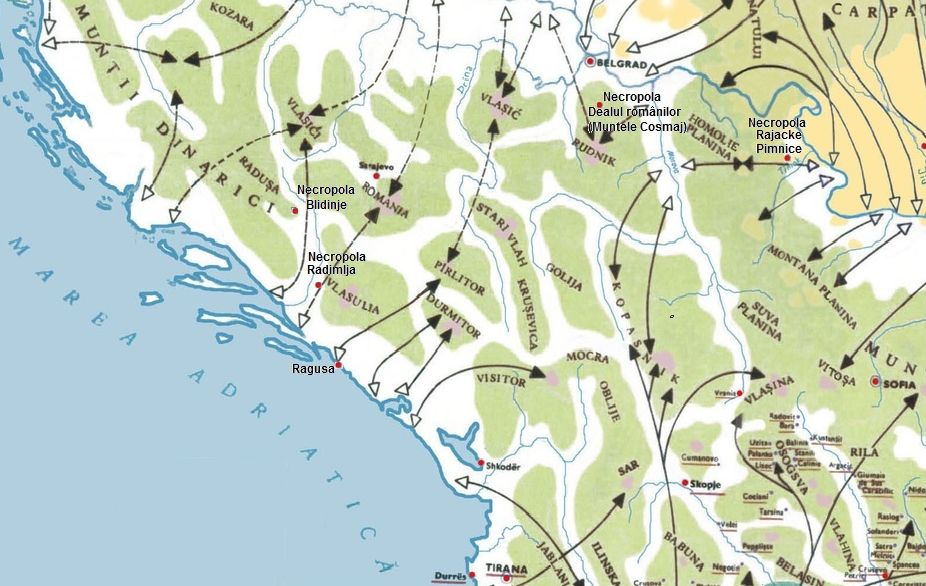
Transhumanța vlahilor în Balcanii de Vest și câteva necropole vlahe(stecci). Hartă adaptată

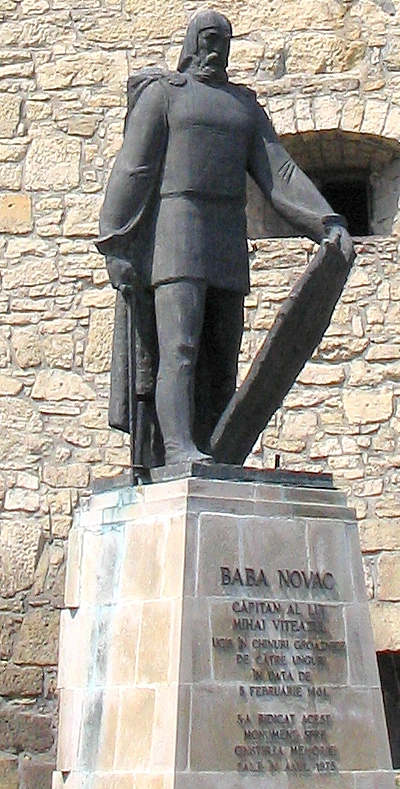
Baba Novac, românul timocean

În evul mediu, datorită mulțimii vlahilor din Serbia dar și datorit faptului ca vlahii vorbeau sârba, sârbii și vlahii erau confundați și numiți generic "vlahi". Vlahii din Bosnia și Herzegovina erau numiți caravlahi  de către turci (vlahii de nord, cara(negru) simbolizând nordul in geografia turcă). Se presupune că statul medieval sârb era bilingv. Chiar în balada lui Miloș Obilici despre Bătălia de la Kosovo Polje (1389) eroii sârbi sunt numiți vlahi fără vreun sens peiorativ Majoritatea vlahilor din Balcanii de Vest erau crescători de animale și practicau transhumanța între munte și câmpie.
Mircea cel Bătrân a construit o biserică la în Timoc la Coroglași in urma bataliei cu turcii de la Rovine, pentru a cinsti creștinii uciși din ambele tabere. Teritoriul Timocului, locuit de români, era controlat de bulgari (Ivan Strațimir) aflați sub suzeranitatea lui Mircea, conform titulaturii complete a acestuia. Tradiția populară a românilor din Timoc a reținut construirea mănăstirii după bătălia de la Rovine

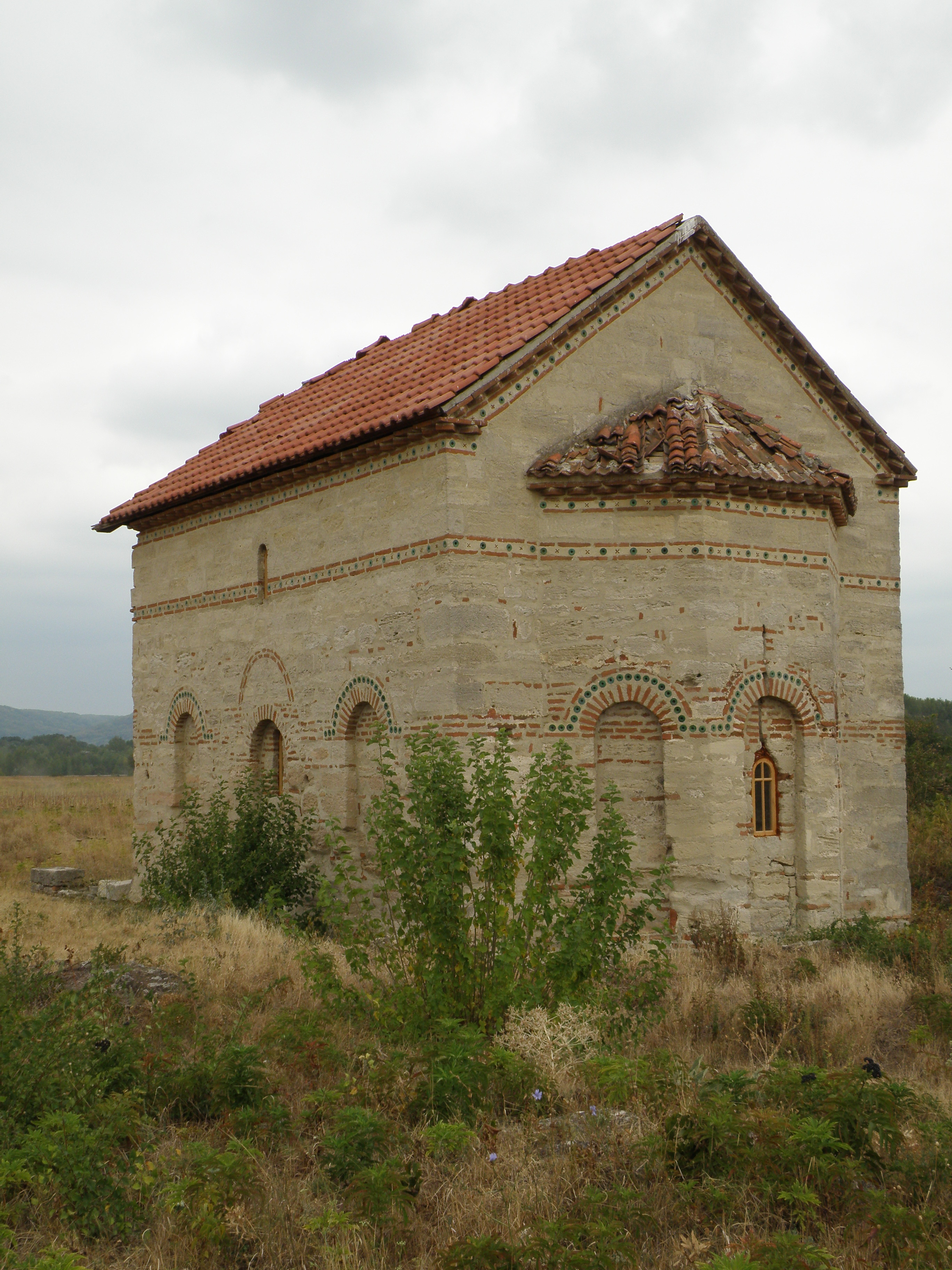
Biserica mănăstirii Coroglași, ridicată de Mircea cel Bătrân lângă Negotin în Timoc, cu o arhitectură apropiată de a bisericii Cotmeana

În luptele contra turcilor n secolul al XVI-lea s-a remarcat timoceanul Baba Novac, căpitan al oștii de haiduci din armata lui Mihai Viteazul.
În secolele 17-18 încă mai exista o populație românească în regiunea mărginită de Pozega, Pakrac și Krievac și numită Mica Vlahie Centrul acestei comunități era la Kraljeva Velika.
În regiunea Vranje, din Serbia de sud-est, sunt următoarele toponime: Surdulița (Surdulica în sârbă), Otulie, Danciul (Dancul), Margini (Marzini), Vlașki Dol, Vlașki Put dar și Vlasotnițe (Vlasotnice), râul Vlasina și lacul Vlasina. In Vlasotnițe, un recensământ din 2011 indica 10 familii de români.
Românii din Serbia au avut de suferit numeroase tragedii în timpul războaielor dintre turci și austrieci. Peste 50 de sate românești din Serbia și Banat au fost complet distruse de austrieci si de milițiile sârbești în perioada războaielor din secolul al XVIII-lea.
La 20 iunie 1876, Serbia a declarat război turcilor. Tot atunci s-au răsculat și românii timoceni (29 iunie 1876). Se cunosc
numele unor conducători ai răscoalei: episcopul Partenie, învățătorul Ion Ciolac, preotul Pop Dumitru, Ion Troacă etc. Între Vidin și Timoc, răscoala a cuprins 14 sate românești și 4 bulgărești. Răscoala a fost înăbușită cu cruzime de către turci

## Kosovo
Actele sârbești de după regele Ștefan I (1196-1227) pomenesc în Kosovo și pe vlahi, ca fiind împărțiți în două categorii distincte, cu drepturi diferite: voinicii (mai privilegiați) și călătorii (asociați cu  țăranii dependenți). Vlahii apar și cu alte denumiri în documentele sârbești: cei dintre Prziren și Pec – primikjur; alții se numesc celnic.
Inspectorul și administratorul școlilor și bisericii române din Turcia, Lazăr Duma, menționa în vilaetul Kosovo in 17 octombrie 1906, existența a 7 școli cu 247 de elevi; numărul aromanilor era de circa 4340 locuitori. 
Astazi, aromânii locuiesc în orașe ca Mitrovița, Priștina (cu peste 1000 de aromâni), în Prizren dar și în nenumărate sate

## Herțegovina
În evul mediu sunt atestate foarte multe familii extinse de vlahi organizate pe cătune în spațiul Herțegovinei. Vlahii din această parte a Balcanilor au fost numiți caravlahi de către turci. Petroglifele de pe monumentele funerare din Radimlja, Boljuni, Blidinje ș.a. arată că erau aromâni purtând fustanela tradițională. Vlahii au contribuit la formarea principatului Hum sau Zachlumia.
Mulți vlahi s-au îmbogățit prin practicarea cărăușiei dar mai ales prin călăuzirea caravanelor și prin paza înarmată a acestora Vlahii din Herțegovina au fost mai întâi serbizați (prin biserica sârbă) și apoi islamizați în timpul ocupației otomane. Vlahii au participat activ în războaiele dintre austrieci și turci fiind angajați de ambele tabere. Necropolele vlahilor cu decorațiuni creștine (stecci) au fost ridicate din secolul al XI-lea până în secolul al XVI-lea când majoritatea vlahilor din Herțegovina au fost islamizați.
Lista parțială a familiilor vlahe din Bosnia si Hertegovina medievala: Bančići, Banjani, Bobani, Bogdašići, Bunievici, Dobrieni, Drobnjaci, Gleđevići, Hardomilići, Hrabreni, Kalojurjevići, Kićurići, Kresojevići, Kujavići, Kukuriječ, Mirušići, Nenkovići, Odrančići, Mirilovići, Pilatovci, Pliščići, Pocrnje, Predojevići, Pribinovići, Primilovići, Priradci, Riđani, Ugarci, Vlahovići, Voihnići, Vragovići
Zupci, Žurovići, Tomići, Nikolići.

## Croația

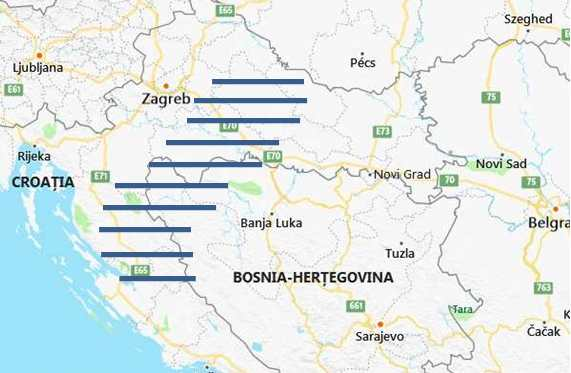
Valahia Mică

Prezența românilor/vlahilor în Croația și în Balcanii de Vest a fost studiată de academicianul Silviu Dragomir , Cele mai vechi documente semnalează prezența românilor încă din secolul al XI-lea, mai ales în Dalmația. Majoritatea românilor din Croația au fost slavizați. Mulți au trecut de la ortodoxie la religiile islamică sau catolică și au uitat limba română. Mulți români au fost așezați de turci și de austrieci în Croația, în spațiul numit Valahia Mică, la granița dintre cele două imperii, unde mai trăiau și vlahii numiți morlaci, fiind înrolați în armatele ambelor tabere.
Karl Kaser prezintă date despre familiile românești/vlahe medievale din Croația: bunievici, boban, vojnici etc. Totuși mulți istorici naționaliști croați cred că românii slavizați sunt de origine croată și refuză originea latină. În Croația românii/vlahii au lăsat numeroase urme: monumentele funerare decorate artistic (stecci in limba sârbă) în Dalmația și tradiții populare și balade, cum ar fi balada Hasanaginica descoperită de Alberto Fortis și atribuită morlacilor. Morlacii erau cunoscuți de turci drept caravlahi, adică vlahii de nord întrucât cara însemnă negru dar și nordul în geografia turcă.

## Istria
Despre prezența românilor/vlahilor în Istria au scris Silviu Dragomir,,V. Frățilă, S. Sipoș, ș.a.

## Bunievicii și uscocii
Vlahii din familia Bunievici
Alberto Fortis a descris in "Viaggio in Dalmatia" locul de baștină al vlahilor din familia extinsă Buna redenumită mai târziu ca bunievici. Locul de baștină era regiunea din jurul râurilor Buna si Bunica la sud de Mostar. Când turcii au ocupat Bosnia, familia extinsă Buna s-a refugiat la croați și au trecut la religia catolică iar numele a fost slavizat: bunievici. Cum turcii avansau, s- au refugiat la nord de Dunăre, in Voivodina de astăzi dar unii au ajuns în sate din România și Ungaria de astăzi. In Serbia erau considerați croați. In România ei se consideră de asemenea croați.
Uscocii
Proveneau din populația vlahă refugiată în Dalmația în urma ocupării Bosniei de către turci.
Majoritatea erau morlaci (vlahi) convertiți la catolicism. Printre ei se mai găseau albanezi, croați, sârbi ș.a. Au ocupat și insulele Krk, Pag și Rab. S-au remarcat in luptele contra turcilor dar și ca haiduci nemiloși.

## Moscopolea și celelalte localități vlahe din Balcani

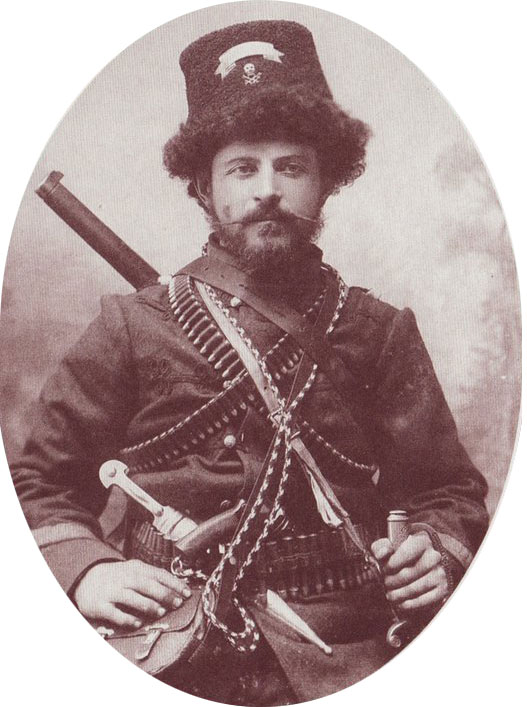
Pitu Guli eroul vlah căzut în 1903 în lupta pentru libertatea vlahilor din Crușova (azi în FYROM)

Odată cu dezvoltarea comerțului în Balcani sub stăpânirea otomană, vlahii au căpătat un rol important în economia locală. Anumite estimări pentru secolul XIX dau numărul lor la 1,5 milion.
Un centru cultural și economic important al vlahilor era orașul Moscopolei, astăzi pe teritoriul Albaniei, care avea în 1760 o populație de 60.000 de locuitori, 14 bresle de meșteșugari, o tipografie, o bibliotecă și o universitate. Alte centre importante erau orașele Aminciu, Sireacu, Samarina, Florina, Grevena, Cojani și Vlahoclisura. Bunăstarea Moscopolei a fost oprită în anii 1760-1790 de jafurile armatelor lui Mehmet Pașa și Ali Pașa, care au și ars orașul, vlahii fiind fie uciși, fie obligați să se refugieze în celelalte localități vlahe, sau în Țările Române, în Transilvania, Austria și Ungaria.
Un centru important al vlahilor a fost și este Crușova, în care s-a remarcat Pitu Guli zis și Pitu Vlahul. Acesta s-a născut într-o familie de aromâni din Crușova, azi in FYROM. El și-a legat numele de lupta din Balcani pentru eliberare de sub jugul otoman. A murit in 1903 în lupta pentru apărarea Republicii Crușevo, pe care a proclamat-o în locul numit Dealul Ursului în timpul Revoltei Ilinden (Ziua Sfântului Ilie) a populației din Macedonia și Bulgaria. A devenit eroul național al FYROM (Macedonia) si al Bulgariei.

## Timpurile moderne
În timpul marilor bătălii duse la sud de Dunăre de armata română, în
războiul din româno-ruso-turc din 1877-1878, au aderat românilor batalioane de voluntari formate din români timoceni. Astfel, la asediul Vidinului au participat voluntari din stânga Timocului, conduși de Ilie Nicolae din Cobișnița, precum și din zona
din dreapta râului, sub comanda lui Vancea Predoi, din Bregova. În rândul voluntarilor au luptat și copii și tineri 
În a doua jumătate a secolului XIX, Vlahii din Balcani au fost confruntați cu încordarea potrivnică a naționalismelor popoarelor conlocuitoare din Imperiul otoman, care, în cea mai mare parte din zonele locuite de ei, s-a menținut până în 1912. Unii precum Apostol Mărgărit au scontat că Imperiul se va menține în frontierele sale din 1878 și au luat poziții loiale Sultanului turc, atrăgându-si astfel dușmănia mișcărilor creștine anti-otomane. Alții, de exemplu Constantin Belimace, au promovat identitatea culturală vlahă, în legătură atât cu limba aromână, cât și cu limba română, obținând finanțarea școlilor vlahe de către Regatul României, dar ferindu-se să revendice un teritoriu, dată fiind răspândirea răzleață a Vlahilor printre celelalte naționalități și eventualitatea ca statele creștine corespunzătoare, anume Grecia, Bulgaria și Sârbia, ar putea înlocui stăpânirea turcească, ceeace s-a și întâmplat prin Războaiele Balcanice, în 1912-13.
În 1875, în Bosnia și Herțegovina a pornit o puternică revoltă îndreptată împotriva otomanilor. Au urmat bulgarii și populația românească de la sud de Dunăre, care s-au răsculat în aprilie 1876. Românii au avut un rol principal în desfășurarea revoltei fiind conduși de legendarul Vasile Ion Câncea (bulgarizat Vasili Levski) Revolta  a fost înăbușită de otomani.
Odată deveniți cetățeni ai acestor state, majoritatea Vlahilor au rămas pe poziția lui C. Belimace afirmându-și loialitatea politică față de țările lor, dar pastrându-și în condiții nu totdeauna ușoare specificitatea culturală. Condițiile vitregindu-se în perioada interbelică, unii Vlahi au emigrat în Cadrilaterul dobrogean, alții precum Alcibiade Diamandi au început să promoveze regruparea Vlahilor într-un teritoriu compact și independența acestuia, proiectul respectiv, susținut de dictatorul italian Benito Mussolini dar ne-concretizat, luând denumirea pompoasă de „Principatul Pindului”. „Legionarii” lui Diamandi s-au confruntat după toamna 1943 (când Mussolini a pierdut puterea iar Italia a trecut de partea Aliaților) cu rezistența comunistă greacă „ELAS” care a preluat controlul teritoriilor Vlahe, păstrându-l până la sfârșitul războilui civil grec în 1949. După aceste tragedii care i-au costat scump (în sânge și în bunuri) pe mulți dintre Vlahi, și odată cu încetarea finanțărilor românești și trecerea școlilor vlahe la învățământul național al țărilor în care se găsesc, comunitățile vlahe au preferat în marea lor majoritate să continuie linia politică inițiată de Constantin Belimace, mai puțin susținerile din România. O minoritate însă se socotește ca fiind „Români dinafara României” iar altă minoritate a aderat la tezele protocroniste afirmându-se ca fiind „adevărații macedoneni” cu rădăcini în cea mai veche Antichitate.

## Galerie cu monumentele medievale ale vlahilor din Bosnia si Herțegovina, Muntenegru, Croația și Serbia
Monumentele funerare au fost ridicate de către vlahi (aromâni) în secolele XII-XV , Cele mai extinse cercetări au fost efectuate de către Marian Wenzel care a și constatat originea vlahă a monumentelor funerare. O parte a monumentelor funerare (stecci) au fost propuse ca "UNESCO World Heritage Site" în 2016. Sunt circa 4,000 monumente funerare în 28 necropole protejate de UNESCO – din care 22 în Bosnia și Herțegovina, 3 în Muntenegru, 2 în Croația și 3 în Serbia. Unii cercetători au constatat că slavii  încearcă să-și însușească patrimoniul cultural al vlahilor. 
Esad Kurtović,  a descris familia vlahă Boban din Herțegovina. Această familie era răspândită în mai multe sate, care astăzi formează ținutul Bobani, la nord de Dubrovnik. Cele mai vechi documente despre această familie datează din secolul al XIII-lea și se referă la înțelegeri comerciale. Primul șef mai cunoscut din familia Boban a fost Vukota Nencici, care apare în documente în variantele Vochotta de Buban, Volchotta Nencici. Vukota Nencici a avut doi fii, Dobrilo și Viganj Vukotici. Fiii au avut un monument funerar masiv (stecci) deosebit de la care a rămas mărturie o fotografie, monumentul fiind vandalizat și distrus mai târziu. Inscripția de pe monument (tradusă din sârbă în română): Aici se află Dobrilo Boban și fratele său Viganj.

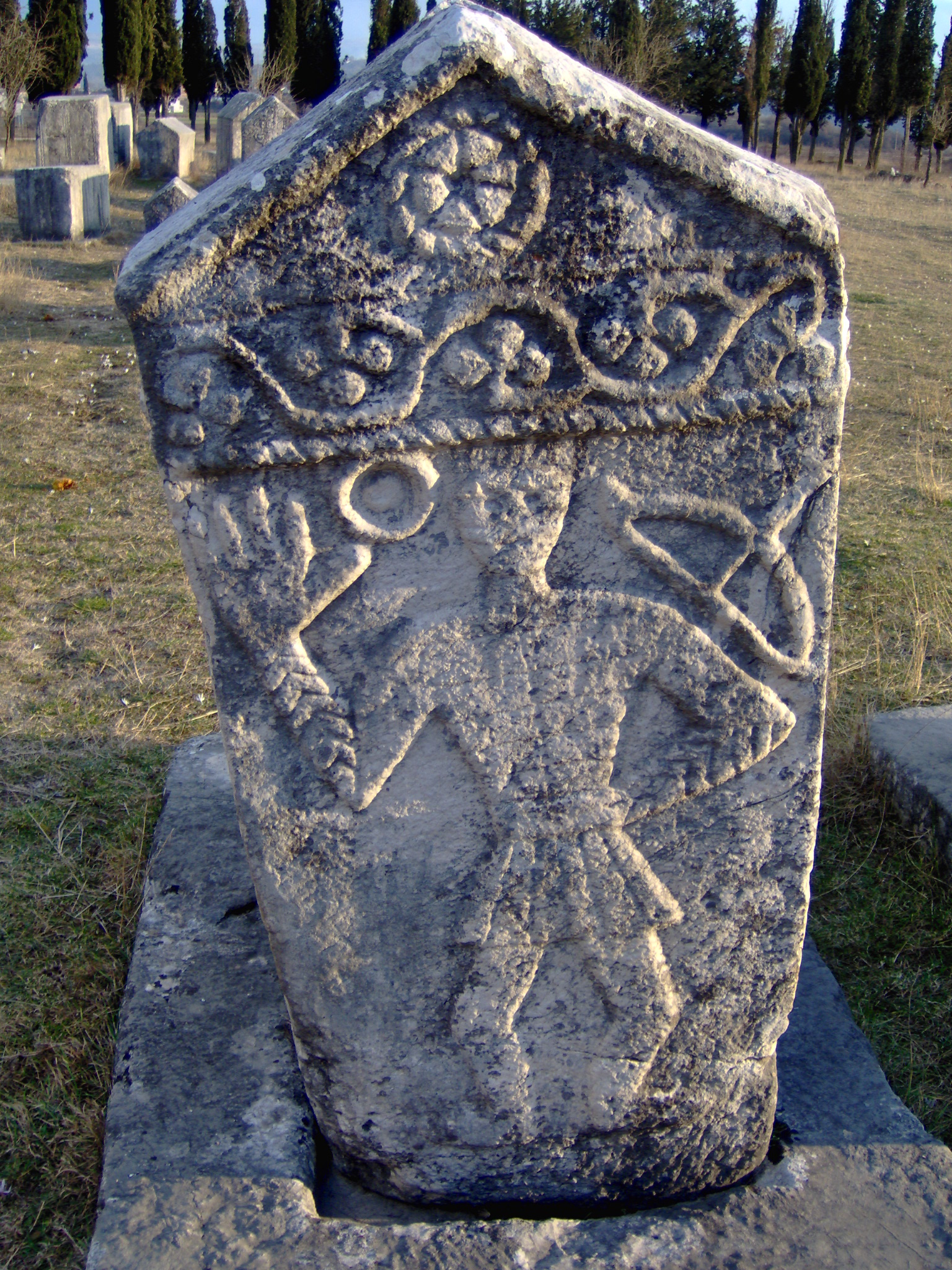
Petroglifă cu un aromân cu fustanelă în Radimlja, Bosnia
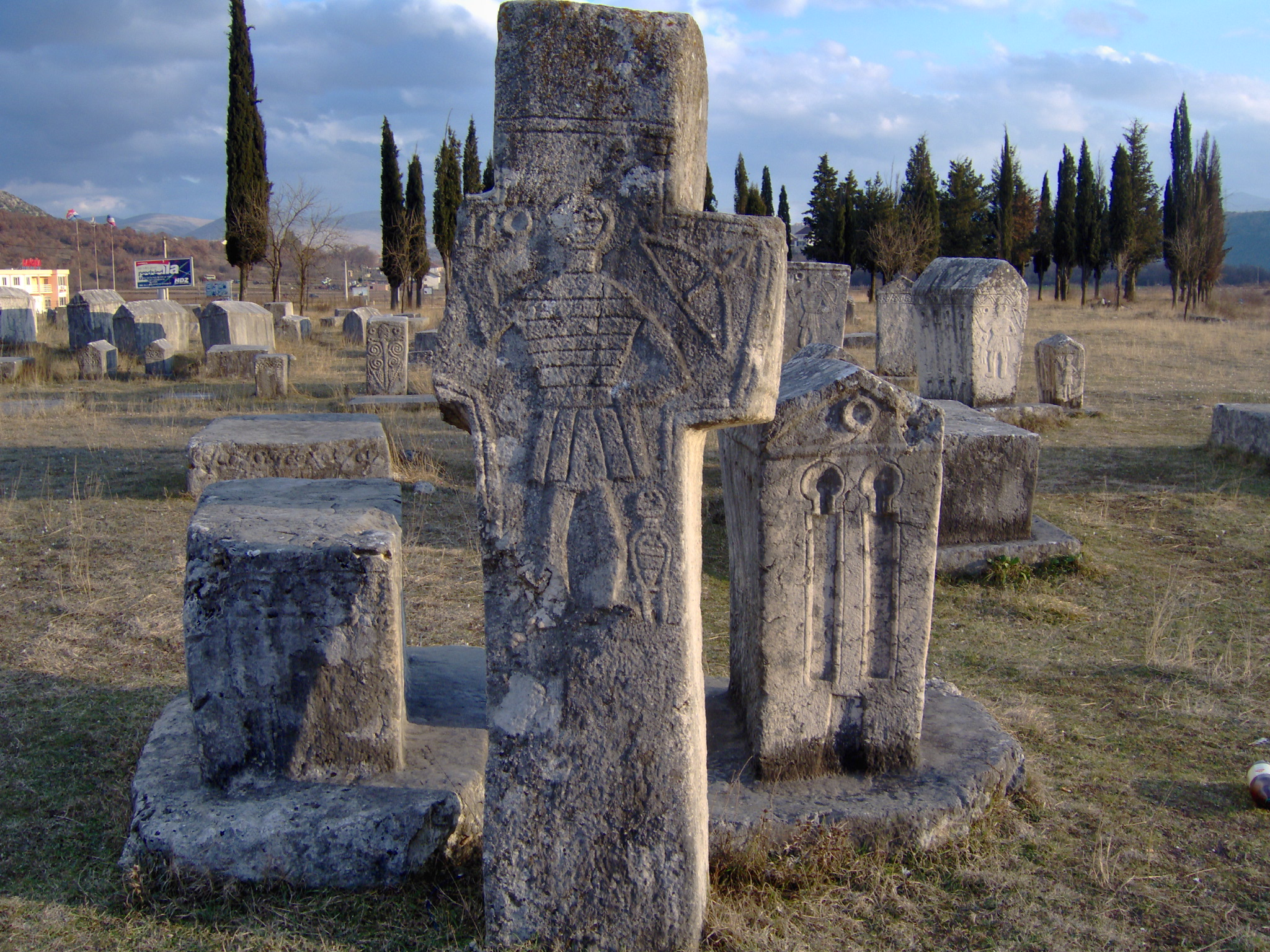
Monumente funerare vlahe (stecci)
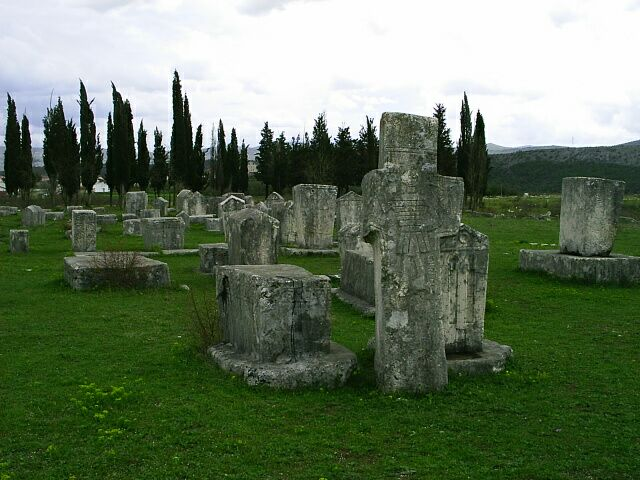
Monumente funerare în Radimlja
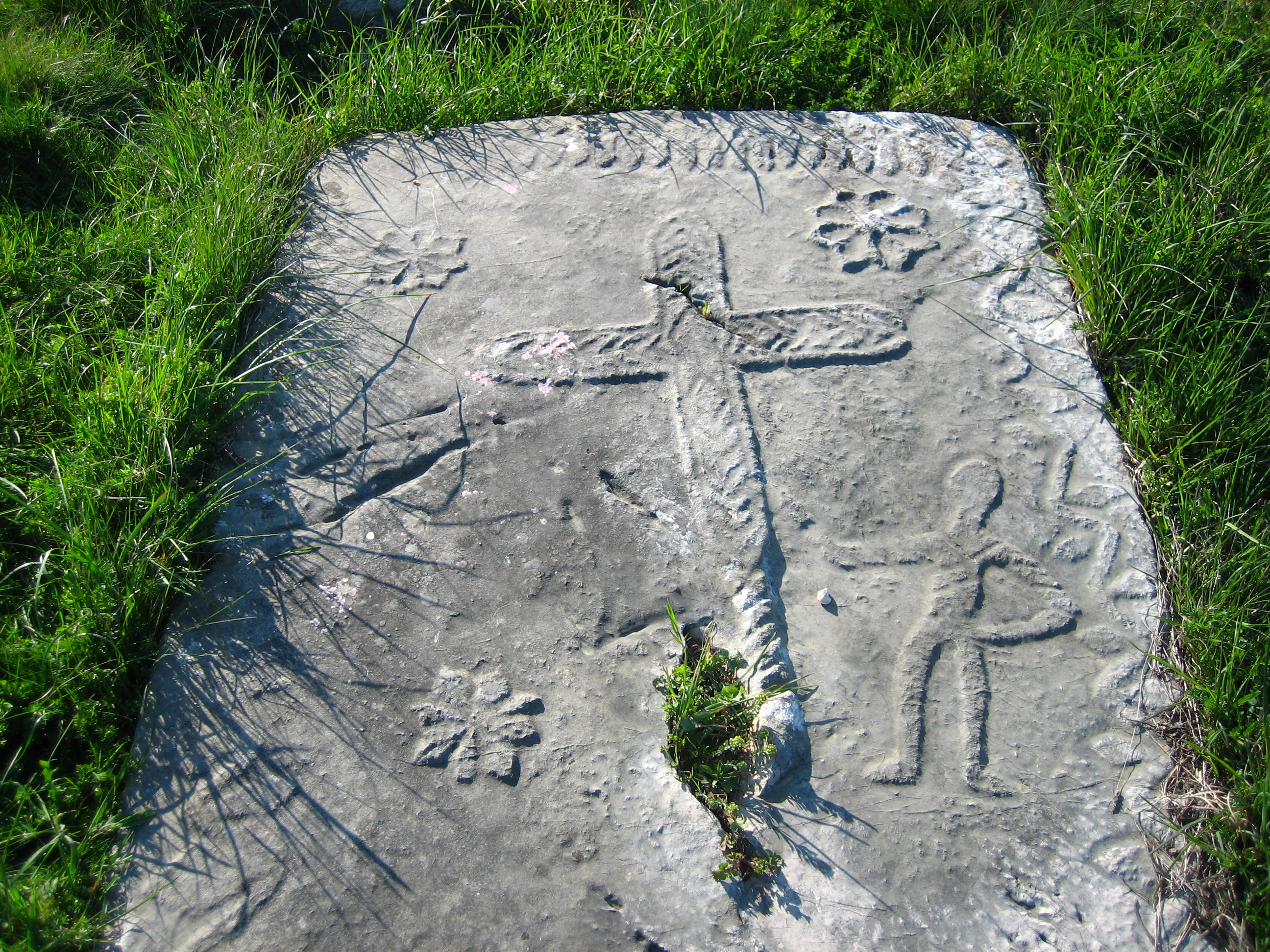
Monument vlah, secolele XII-XV
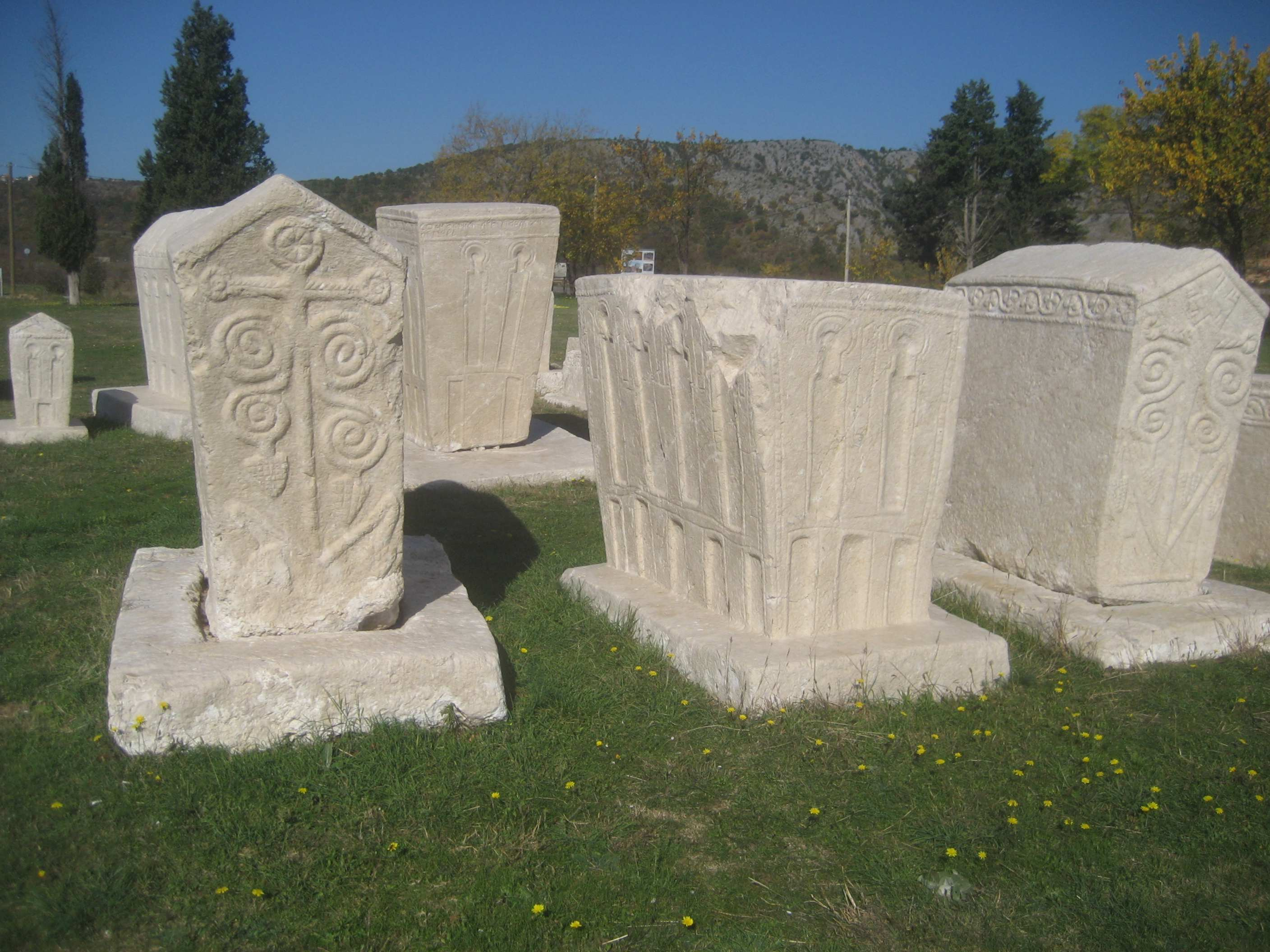
Monumente funerare în Radimlja
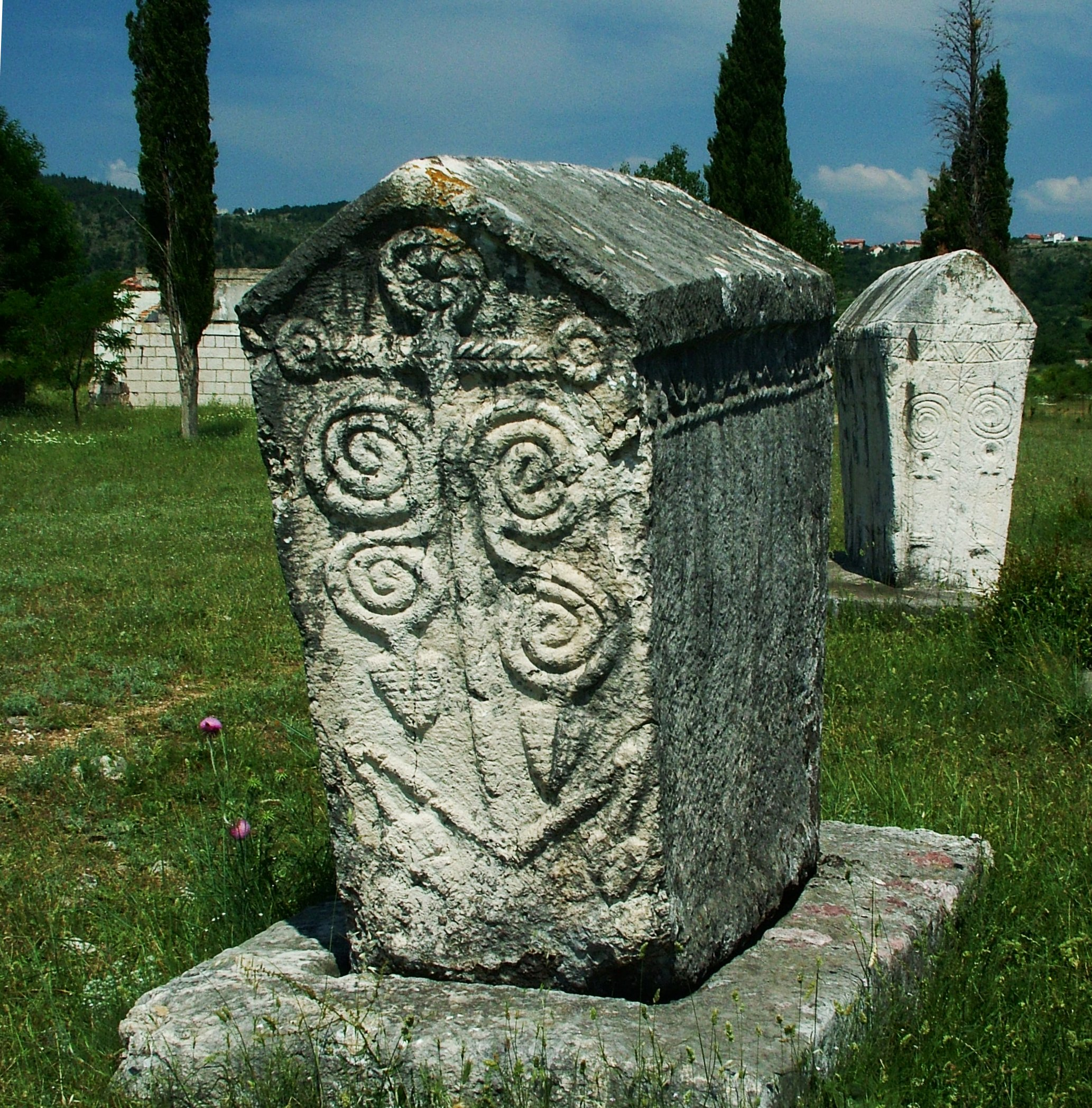
Monument funerar vlah în Bosnia

## Legături externe
- https://archive.org/stream/VlahiiSuntRomani_64/VlahiiSuntRomani_djvu.txt
- macedoromânI în luptă cu armatoli greci
- Tradiții mortuare (pomana) la vlahii din Serbia.
- AROMÂNI, MEGLENOROMÂNI, ISTROROMÂNI – ASPECTE IDENTITARE ȘI CULTURALE
- Vlahii negri- pag.124
- Teza de doctorat despre vlahi
- Patrimoniul vlahilor din Balcani

 Religia vlahilor.